# The Villain in Black
The Villain in Black jest trzecim solowym albumem rapera MC Rena. Pół roku przed wydaniem płyty ginie w pożarze, w swoim domu przyjaciel i osobisty producent MC Rena DJ Train. Jemu właśnie dedykowany jest album. Album sprzedał się w liczbie około siedmiuset tysięcy egzemplarzy.

## Lista utworów
1. "Bitch Made Nigga Killa"
2. "Keep It Real"
3. "It's Like That" (gościnnie J-Rocc)
4. "Mad Scientist"
5. "Live from Compton Saturday Night"
6. "Still the Same Nigga"
7. "I Don't Give a Fuck"
8. "Mind Blown"
9. "Great Elephant Trunks"
10. "Muhummad Speaks" (gościnnie Khalid Muhammad)
11. "Bring it On" (gościnnie Above the Law, Hutch, Triggaman)